# Irwin Rose
Pour les articles homonymes, voir Rose.
Irwin A. Rose, né le 16 juillet 1926 à New York et mort le 2 juin 2015 à Deerfield (Massachusetts), est un biochimiste américain. Avram Hershko, Aaron Ciechanover et lui sont colauréats du prix Nobel de chimie de 2004.

## Biographie
Rose étudia un an à l'université de l'État de Washington avant de servir dans la US Navy durant la Seconde Guerre mondiale. À son retour, il obtint son Bachelor of Science en 1948 et son doctorat en biochimie en 1952 à l'université de Chicago. En 2010, il est professeur au département de physiologie et de biophysique de la faculté de médecine de l'université de Californie à Irvine.
Il a obtenu, en 2004, conjointement avec Aaron Ciechanover et Avram Hershko, le prix Nobel de chimie « pour leur découverte de la dégradation contrôlée des protéines par l'ubiquitine ».